# Calyptronema klatti
Calyptronema klatti är en rundmaskart. Calyptronema klatti ingår i släktet Calyptronema, och familjen Enchelidiidae. Arten är reproducerande i Sverige.